# Paphiopedilum sanjiangianum
Paphiopedilum sanjiangianum är en orkidéart som beskrevs av Petchl. och Olaf Gruss. Paphiopedilum sanjiangianum ingår i släktet Paphiopedilum och familjen orkidéer. Inga underarter finns listade i Catalogue of Life.